# Резит
Резит (англ. resite) — отверджена з утворенням сітчастого полімеру феноло-альдегідна смола. Така смола є стійкою до органічних розчинників, води й деяких кислот. Резит — кінцевий продукт поліконденсації. Резит має тверду кристалічну форму.